# Escrita celtibérica

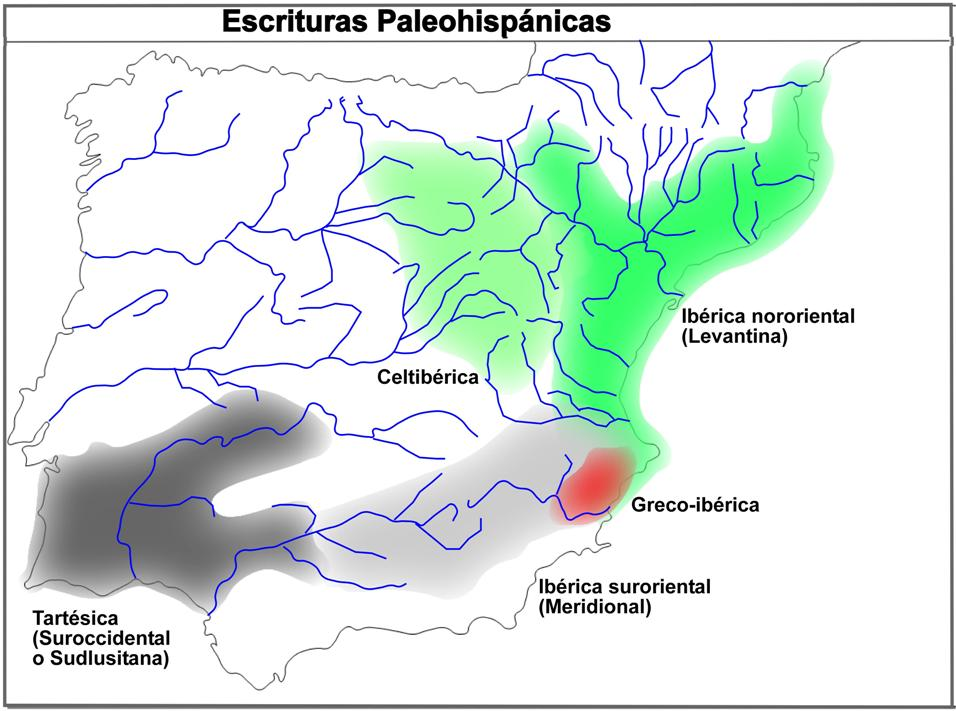
Escritas paleohispânicas

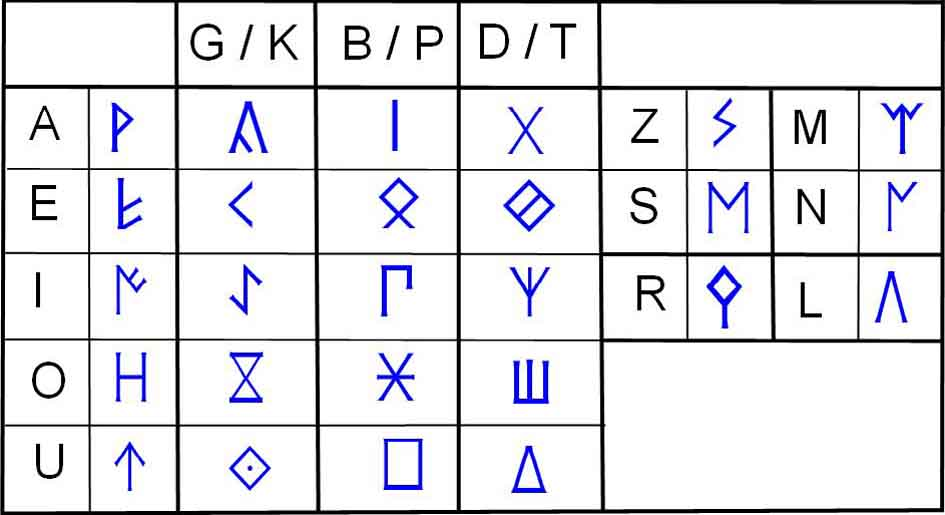
Um signario celtibérico oriental

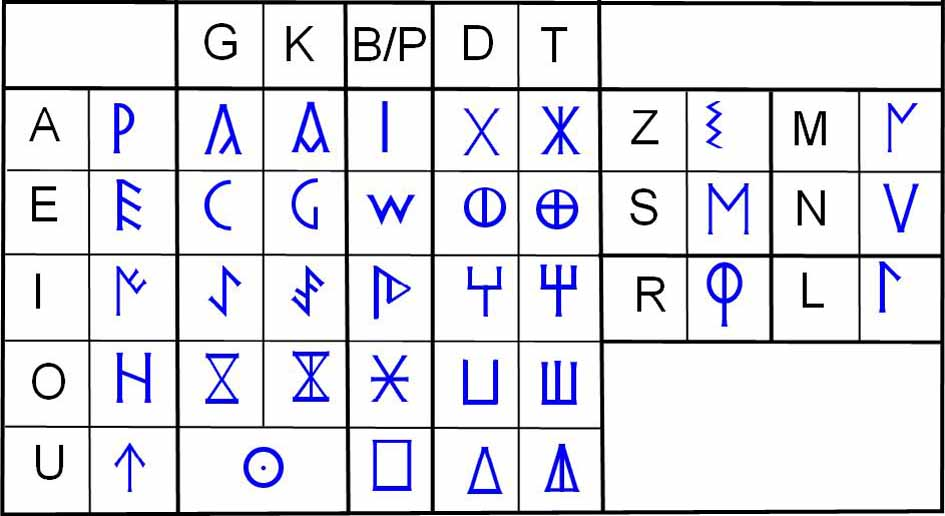
Um signario celtibérico occidental

A escrita celtibérica é uma escrita paleohispânica que expressa língua celtibérica, usada pelos celtiberos. Esta escrita é uma adaptação directa da escrita ibérica nororiental. Como a maior parte das outras escritas paleohispânicas, à excepção do alfabeto greco-ibérico, esta escrita presenta signos que representam consoantes e vogais, como os alfabetos, e signos que representam sílabas, como os silabários. A sua utilização é conhecida entre os séculos II e I a.C. no interior da Península ibérica (Guadalajara, Soria, Zaragoza). Os seus textos apresentam-se quase sempre da esquerda para a direita.

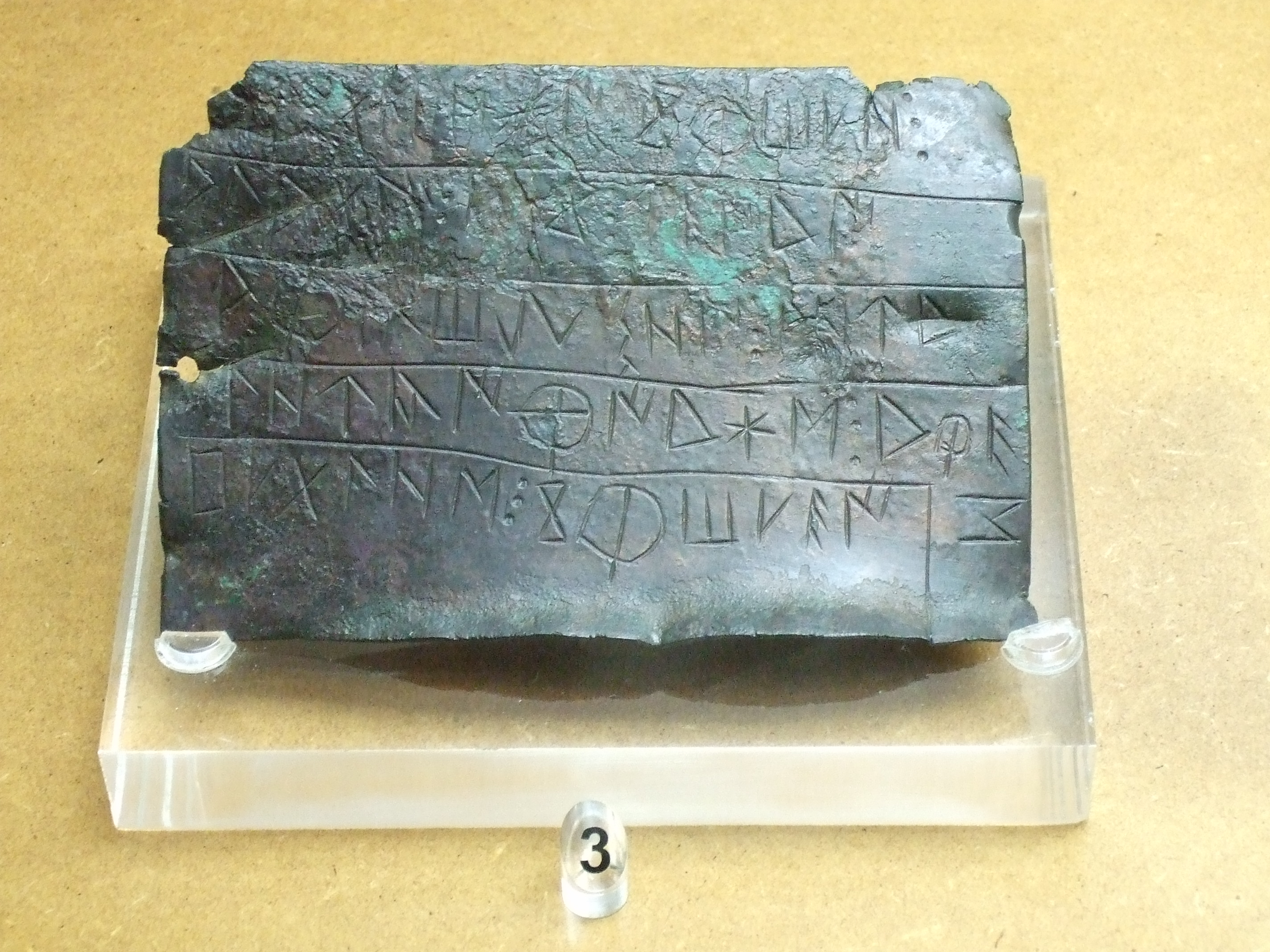
Bronze de Cortono. Proveniência desconhecida. Signario occidental.
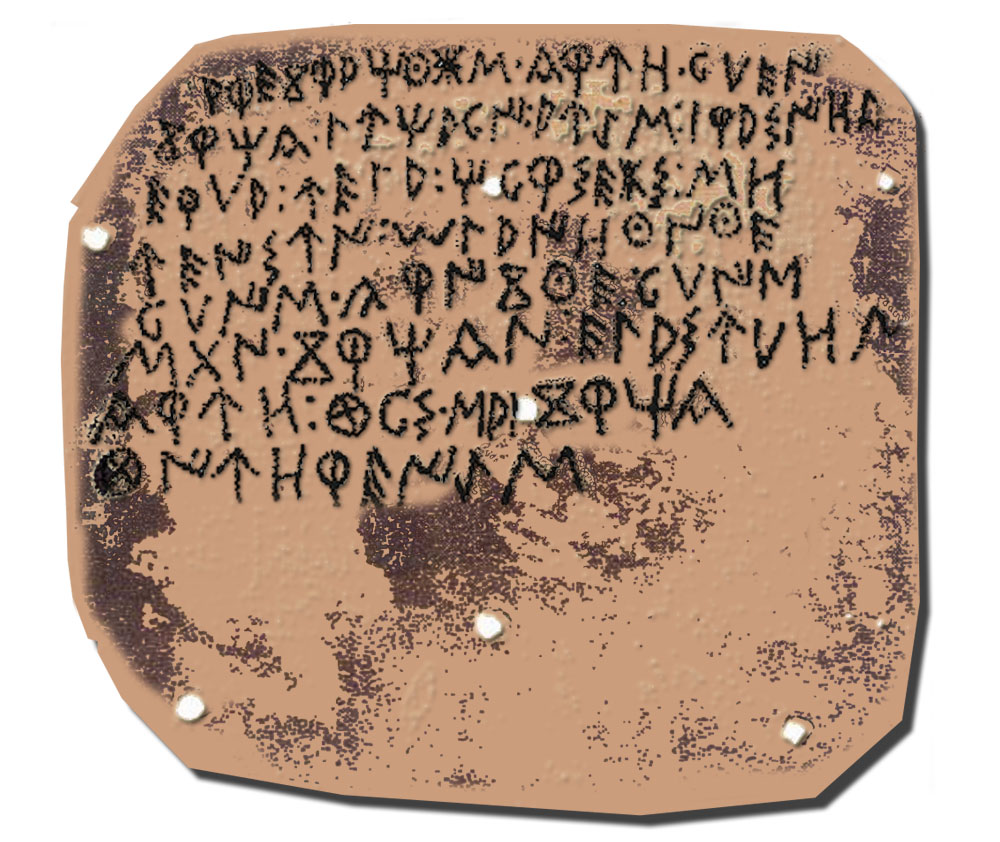
Bronze de Luzaga (Guadalajara). Signario occidental.
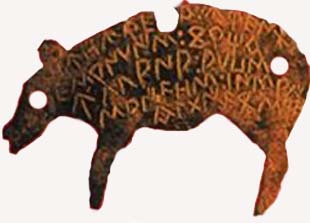
Tésera de Uxama (Osma, Sória. Signario occidental.
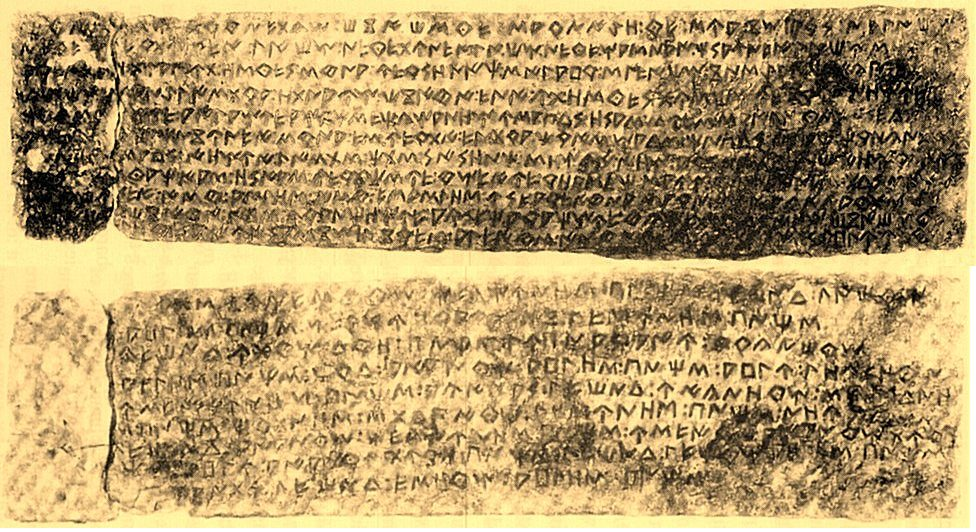
Bronze de Botorrita I (Saragoça). Signario oriental.
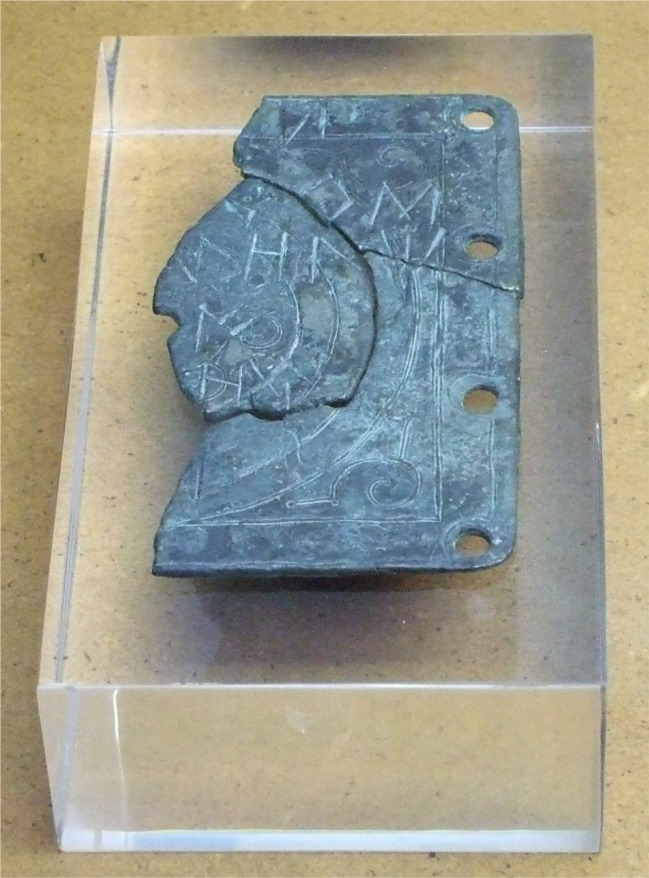
Peza de bronze (cara B) de Botorrita (Saragoça). Signario oriental.
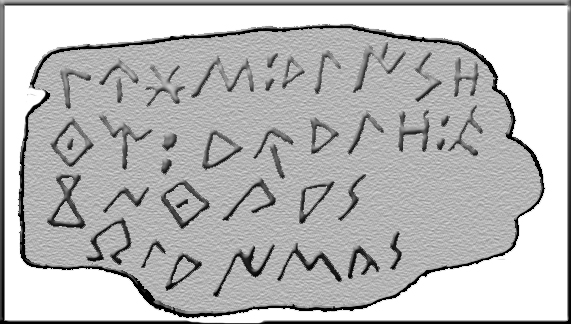
Tésera Fröhner. Proveniência desconhecida. Signario oriental.